# Lunar Landing Research Vehicle

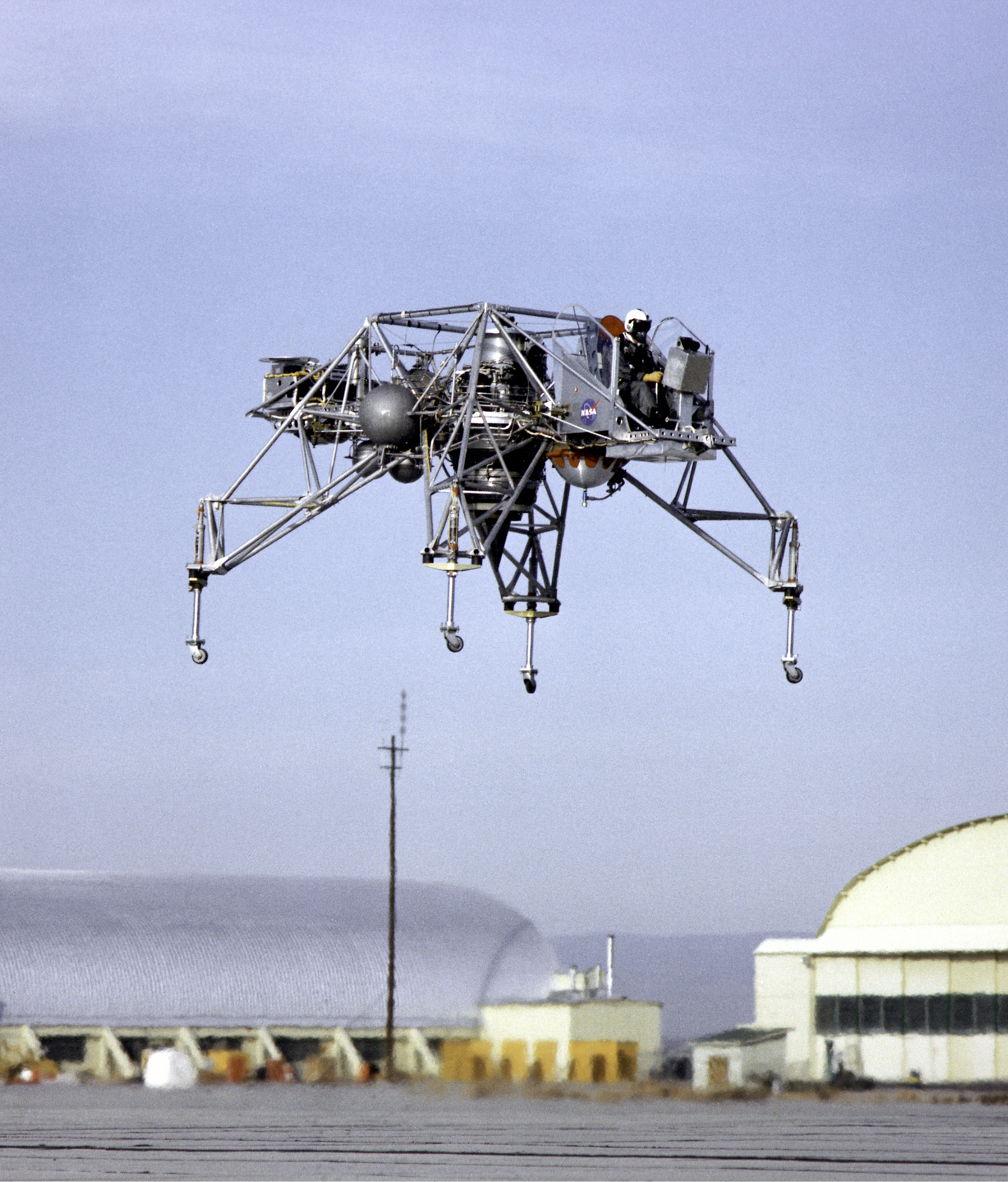
Il LLRV

Il Lunar Landing Research Vehicle, o LLRV (in italiano veicolo di atterraggio lunare di ricerca) era un veicolo costruito dalla NASA, nell'ambito del programma Apollo, allo scopo di effettuare i test di allunaggio e per permettere ai piloti di impratichirsi con le manovre necessarie per pilotare e far atterrare il modulo lunare Apollo in assenza di gravità.
Fu originariamente prodotto, in due esemplari, presso il Dryden Flight Research Center, in California, ed in seguito al successo di questi modelli venne replicato, con varie migliorie, in tre Lunar Landing Training Vehicles, che vennero costruiti nel Lyndon B. Johnson Space Center di Houston.
La particolarità di questo "strano" veicolo era quella di poter decollare ed atterrare verticalmente, perché dotato di reattori direzionabili molto potenti, cosa che permetteva agli astronauti di esercitarsi nei decolli e atterraggi; inoltre poteva essere pilotato come un elicottero perché dotato di barra centrale, che permetteva al veicolo di traslare lateralmente. 

## Caratteristiche tecniche
Dal punto di vista tecnico, l'LLRV era realizzato con una impalcatura in lega di alluminio, ed era equipaggiato con motore General Electric CF-700-2V a turboventola, capace di generare una spinta di circa 19 000 N, montato verticalmente in un giunto cardanico. Il motore portava il veicolo all'altezza necessaria, dopodiché riduceva la spinta in modo da sostenere solo 5/6 del peso del veicolo per simulare una situazione di gravità ridotta.
Due razzi alimentati a perossido di idrogeno, capaci di operare spinte variabili tra i 440 e i 2 200 N, incrementavano le capacità di movimento e di discesa del veicolo. Altri sedici razzi al perossido di idrogeno, più piccoli e montati a coppie, davano al pilota maggiore controllo sulla stabilità e sulla direzione. In aggiunta, il veicolo disponeva di sei propulsori di emergenza, ognuno capace di una spinta di 2 200 N, capaci di attivarsi e di mantenere il controllo del mezzo in caso di avaria del motore principale. Il pilota disponeva comunque di un seggiolino eiettabile per la sua sicurezza.